# فهرست کشورها بر پایه نرخ بهره بانک مرکزی
این فهرست نرخ بهره سالانه بانک مرکزی کشورها برای بازپرداخت، سپرده‌گذاری برای پرداخت وام است. امار بر اساس کتاب حقایق جهان منتشر شده‌است.
| کشور                   | نرخ سود (%) بانک مرکزی | تغییر | تاریخ موثر آخرین تغییر | متوسط نرخ تورم ۲۰۱۷–۲۰۲۱ (%) بر پایه WB و IMF as in the List | نرخ سود بانک مرکزی منهای متوسط نرخ تورم (۲۰۱۷–۲۰۲۱) |
| ---------------------- | ---------------------- | ----- | ---------------------- | ------------------------------------------------------------ | --------------------------------------------------- |
| افغانستان              | ۶٫۰۰                   | 3.00  | ۲۴ ژوئیه ۲۰۲۱          | ۳٫۳۸                                                         | ۲٫۶۲                                                |
| آلبانی                 | ۳٫۲۵                   | 0.25  | ۱ نوامبر ۲۰۲۳          | ۱٫۷۸                                                         | ۱٫۴۷                                                |
| الجزایر                | ۳٫۰۰                   | 0.25  | ۲۹ آوریل ۲۰۲۰          | ۴٫۱۴                                                         | -۱٫۱۴                                               |
| آنگولا                 | ۱۸٫۰۰                  | 1.00  | ۲۱ نوامبر ۲۰۲۳         | ۲۲٫۶۴                                                        | -۴٫۶۴                                               |
| آرژانتین               | ۲۹٫۰۰                  | 15.00 | ۱۲ اکتبر ۲۰۲۳          | ۴۰٫۸۵                                                        | ۹۲٫۱۵                                               |
| ارمنستان               | ۸٫۷۵                   | 0.50  | ۳۰ ژانویه ۲۰۲۴         | ۲٫۶۲                                                         | ۶٫۱۳                                                |
| استرالیا               | ۴٫۳۵                   | 0.25  | ۸ نوامبر ۲۰۲۳          | ۱٫۷۸                                                         | ۲٫۵۷                                                |
| جمهوری آذربایجان       | ۷٫۷۵                   | 0.25  | ۱ فوریه ۲۰۲۴           | ۵٫۰۲                                                         | ۲٫۷۳                                                |
| باهاما                 | ۴٫۰۰                   | 0.50  | ۲۲ دسامبر ۲۰۱۶         | ۱٫۸۶                                                         | ۲٫۱۴                                                |
| بحرین                  | ۶٫۲۵                   | 0.25  | ۲۶ ژوئیه ۲۰۲۳          | ۰٫۶۳                                                         | ۵٫۶۲                                                |
| بنگلادش                | ۶٫۵۰                   | 0.50  | ۱ ژوئیه ۲۰۲۳           | ۵٫۵۸                                                         | ۰٫۹۲                                                |
| باربادوس               | ۲٫۰۰                   | 5.00  | ۱ آوریل ۲۰۲۰           | ۳٫۵۱                                                         | -۱٫۵۱                                               |
| بلاروس                 | ۹٫۷۵                   | 0.25  | ۳۱ مه ۲۰۲۳             | ۶٫۲۵                                                         | ۳٫۵۰                                                |
| بولیوی                 | ۲٫۷۷                   | 0.33  | ۱ ژوئیه ۲۰۲۳           | ۱٫۸۳                                                         | ۰٫۹۴                                                |
| بوتسوانا               | ۲٫۴۰                   | 0.25  | ۷ دسامبر ۲۰۲۳          | ۳٫۴۰                                                         | -۱٫۰۰                                               |
| برزیل                  | ۱۱٫۷۵                  | 0.50  | ۱۳ دسامبر ۲۰۲۳         | ۴٫۳۵                                                         | ۷٫۴۰                                                |
| بلغارستان              | ۳٫۸۰                   | 0.16  | ۱ دسامبر ۲۰۲۳          | ۱٫۹۲                                                         | ۱٫۸۸                                                |
| کانادا                 | ۵٫۰۰                   | 0.25  | ۱۲ ژوئیه ۲۰۲۳          | ۱٫۹۴                                                         | ۳٫۰۶                                                |
| کیپ ورد                | ۱٫۰۰                   | 0.75  | ۱۶ مه ۲۰۲۳             | ۱٫۰۵                                                         | -۰٫۰۵                                               |
| Central African States | ۵٫۰۰                   | 0.50  | ۲۷ مارس ۲۰۲۳           |                                                              |                                                     |
| شیلی                   | ۹٫۰۰                   | 0.50  | ۵ سپتامبر ۲۰۲۳         | ۲٫۸۰                                                         | ۶٫۲۰                                                |
| چین                    | ۳٫۴۵                   | 0.10  | ۲۱ اوت ۲۰۲۳            | ۲٫۰۰                                                         | ۱٫۴۵                                                |
| کلمبیا                 | ۱۳٫۲۵                  | 0.25  | ۲ مه ۲۰۲۳              | ۳٫۳۶                                                         | ۹٫۸۹                                                |
| کاستاریکا              | ۵٫۷۵                   | 0.25  | ۱۹ ژانویه ۲۰۲۴         | ۱٫۶۰                                                         | ۴٫۱۵                                                |
| جمهوری دموکراتیک کنگو  | ۱۱٫۰۰                  | 2.00  | ۱۹ ژوئن ۲۰۲۳           | ۱۸٫۰۹                                                        | -۷٫۰۹                                               |
| کوراسائو               | ۵٫۵۰                   | 0.75  | ۱۰ مارس ۲۰۲۳           |                                                              |                                                     |
| جمهوری چک              | ۷٫۰۰                   | 1.25  | ۲۲ ژوئن ۲۰۲۲           | ۲٫۶۷                                                         | ۴٫۳۳                                                |
| دانمارک                | ۳٫۶۰                   | 0.25  | ۱۵ سپتامبر ۲۰۲۳        | ۰٫۸۵                                                         | ۲٫۷۵                                                |
| جمهوری دومینیکن        | ۷٫۰۰                   | 0.25  | ۳۰ نوامبر ۲۰۲۳         | ۴٫۰۵                                                         | ۲٫۹۵                                                |
| Eastern Caribbean      | ۲٫۰۰                   | 4.5   | ۳ مه ۲۰۲۰              |                                                              |                                                     |
| مصر                    | ۲۱٫۲۵                  | 2.00  | ۱ فوریه ۲۰۲۴           | ۱۳٫۶۹                                                        | ۷٫۵۶                                                |
| اسواتینی               | ۷٫۵۰                   | 0.25  | ۲۱ ژوئیه ۲۰۲۳          | ۴٫۳۶                                                         | ۳٫۱۴                                                |
| Eurozone               | ۴٫۵۰                   | 0.25  | ۲۰ سپتامبر ۲۰۲۳        |                                                              |                                                     |
| فیجی                   | ۰٫۲۵                   | 0.25  | ۱۸ مارس ۲۰۲۰           | ۱٫۵۴                                                         | -۱٫۲۹                                               |
| گامبیا                 | ۱۷٫۰۰                  | 1.00  | ۲۹ اوت ۲۰۲۳            | ۶٫۹۳                                                         | ۱۰٫۰۷                                               |
| گرجستان                | ۹٫۰۰                   | 0.50  | ۲ فوریه ۲۰۲۴           | ۵٫۵۹                                                         | ۳٫۴۱                                                |
| غنا                    | ۲۹٫۰۰                  | 1.00  | ۲۹ ژانویه ۲۰۲۴         | ۹٫۷۰                                                         | ۱۹٫۳۰                                               |
| گواتمالا               | ۵٫۰۰                   | 0.25  | ۲۶ آوریل ۲۰۲۳          | ۳٫۹۷                                                         | ۱٫۰۳                                                |
| هندوراس                | ۳٫۰۰                   | 0.75  | ۲۷ نوامبر ۲۰۲۰         | ۴٫۱۴                                                         | -۱٫۱۴                                               |
| هنگ کنگ                | ۵٫۷۵                   | 0.25  | ۲۷ ژوئیه ۲۰۲۳          | ۱٫۷۹                                                         | ۳٫۹۶                                                |
| مجارستان               | ۱۰٫۰۰                  | 0.75  | ۳۱ ژانویه ۲۰۲۴         | ۳٫۳۰                                                         | ۶٫۷۰                                                |
| ایسلند                 | ۷٫۲۵                   | 0.50  | ۲۳ اوت ۲۰۲۳            | ۲٫۹۱                                                         | ۶٫۳۴                                                |
| هند                    | ۶٫۵۰                   | 0.25  | ۸ فوریه ۲۰۲۳           | ۴٫۷۰                                                         | ۱٫۸۰                                                |
| اندونزی                | ۶٫۰۰                   | 0.25  | ۱۹ اکتبر ۲۰۲۳          | ۲٫۷۰                                                         | ۳٫۳۰                                                |
| ایران                  | ۲۳٫۰۰                  |       | ۳۱ ژانویه ۲۰۲۳         | ۳۰٫۰۵                                                        | -۷٫۰۵                                               |
| اسرائیل                | ۴٫۵۰                   | 0.25  | ۱ ژانویه ۲۰۲۴          | ۰٫۵۵                                                         | ۳٫۹۵                                                |
| جامائیکا               | ۷٫۰۰                   | 0.50  | ۱۸ نوامبر ۲۰۲۲         | ۴٫۵۷                                                         | ۲٫۴۳                                                |
| ژاپن                   | -۰٫۱۰                  | 0.10  | ۲۹ ژانویه ۲۰۱۶         | ۰٫۳۵                                                         | -۰٫۴۵                                               |
| اردن                   | ۷٫۵۰                   | 0.50  | ۳۰ ژوئیه ۲۰۲۳          | ۲٫۱۶                                                         | ۵٫۳۴                                                |
| قزاقستان               | ۱۵٫۲۵                  | 0.50  | ۱۹ ژانویه ۲۰۲۴         | ۶٫۶۱                                                         | ۸٫۶۴                                                |
| کنیا                   | ۱۲٫۵۰                  | 2.00  | ۵ دسامبر ۲۰۲۳          | ۵٫۸۱                                                         | ۶٫۶۹                                                |
| کویت                   | ۴٫۲۵                   | 0.25  | ۲۶ ژوئیه ۲۰۲۳          | ۱٫۶۹                                                         | ۲٫۵۶                                                |
| قرقیزستان              | ۱۳٫۰۰                  | 1.00  | ۲۹ نوامبر ۲۰۲۲         | ۵٫۰۳                                                         | ۷٫۹۷                                                |
| لبنان                  | ۲۰٫۰۰                  | 10.00 | آوریل ۲۰۲۳             | ۳۹٫۵۵                                                        | -۱۹٫۵۵                                              |
| لسوتو                  | ۷٫۷۵                   | 0.25  | ۲۹ مه ۲۰۲۳             | ۵٫۰۴                                                         | ۲٫۷۱                                                |
| مالاوی                 | ۲۴٫۰۰                  | 2.00  | ۳۱ ژوئیه ۲۰۲۳          | ۹٫۶۵                                                         | ۱۴٫۳۵                                               |
| مالزی                  | ۳٫۰۰                   | 0.25  | ۳ مه ۲۰۲۳              | ۱٫۳۶                                                         | ۱٫۶۴                                                |
| موریس                  | ۴٫۵۰                   | 0.50  | ۱۴ دسامبر ۲۰۲۲         | ۳٫۰۱                                                         | ۱٫۴۹                                                |
| مکزیک                  | ۱۱٫۲۵                  | 0.25  | ۳۱ مارس ۲۰۲۳           | ۴٫۶۷                                                         | ۶٫۵۸                                                |
| مولدووا                | ۴٫۷۵                   | 1.25  | ۷ نوامبر ۲۰۲۳          | ۴٫۳۴                                                         | ۰٫۴۱                                                |
| مغولستان               | ۱۳٫۰۰                  | 1.00  | ۱۶ دسامبر ۲۰۲۲         | ۵٫۵۰                                                         | ۷٫۵۰                                                |
| مراکش                  | ۳٫۰۰                   | 0.50  | ۲۳ مارس ۲۰۲۳           | ۰٫۹۲                                                         | ۲٫۰۸                                                |
| موزامبیک               | ۱۷٫۲۵                  | 2.00  | ۳۰ سپتامبر ۲۰۲۲        | ۶٫۲۲                                                         | ۱۱٫۰۳                                               |
| نامیبیا                | ۷٫۷۵                   | 0.50  | ۱۴ ژوئن ۲۰۲۳           | ۴٫۰۸                                                         | ۳٫۶۷                                                |
| نیوزیلند               | ۵٫۵۰                   | 0.25  | ۲۴ مه ۲۰۲۳             | ۱٫۹۵                                                         | ۳٫۵۵                                                |
| نیکاراگوئه             | ۷٫۰۰                   | 0.50  | ۱۵ دسامبر ۲۰۲۲         | ۴٫۴۰                                                         | ۲٫۶۰                                                |
| نیجریه                 | ۱۸٫۷۵                  | 0.25  | ۲۵ ژوئیه ۲۰۲۳          | ۱۴٫۰۳                                                        | ۴٫۷۲                                                |
| مقدونیه شمالی          | ۶٫۳۰                   | 0.15  | ۲۰ اوت ۲۰۲۳            | ۱٫۵۸                                                         | ۴٫۷۲                                                |
| نروژ                   | ۴٫۵۰                   | 0.25  | ۱۵ دسامبر ۲۰۲۳         | ۲٫۱۴                                                         | ۲٫۳۶                                                |
| عمان                   | ۶٫۰۰                   | 0.25  | الگو:DTS               | ۰٫۹۴                                                         | ۵٫۰۶                                                |
| پاکستان                | ۲۲٫۰۰                  | 1.00  | ۲۷ ژوئن ۲۰۲۳           | ۶٫۸۹                                                         | ۱۵٫۱۱                                               |
| پاپوآ گینه نو          | ۳٫۰۰                   | 0.50  | سپتامبر ۲۰۲۳           | ۴٫۴۶                                                         | -۱٫۴۶                                               |
| پاراگوئه               | ۶٫۵۰                   | 0.25  | ۱۹ ژانویه ۲۰۲۴         | ۳٫۱۲                                                         | ۳٫۳۸                                                |
| پرو                    | ۶٫۵۰                   | 0.25  | ۱۴ دسامبر ۲۰۲۳         | ۲٫۲۵                                                         | ۴٫۲۵                                                |
| فیلیپین                | ۶٫۵۰                   | 0.25  | ۲۷ اکتبر ۲۰۲۳          | ۳٫۵۰                                                         | ۳٫۰۰                                                |
| لهستان                 | ۵٫۷۵                   | 0.25  | ۵ اکتبر ۲۰۲۳           | ۲٫۷۴                                                         | ۳٫۰۱                                                |
| قطر                    | ۶٫۰۰                   | 0.25  | ۲۶ ژوئیه ۲۰۲۳          | -۰٫۰۴                                                        | ۶٫۰۴                                                |
| رومانی                 | ۷٫۰۰                   | 0.25  | ۱۱ ژانویه ۲۰۲۳         | ۳٫۳۵                                                         | ۳٫۶۵                                                |
| روسیه                  | ۱۶٫۰۰                  | 1.00  | ۱۵ دسامبر ۲۰۲۳         | ۴٫۰۷                                                         | ۱۱٫۹۳                                               |
| رواندا                 | ۷٫۵۰                   | 0.50  | ۱۷ اوت ۲۰۲۳            | ۳٫۷۵                                                         | ۳٫۷۵                                                |
| ساموآ                  | ۰٫۲۰                   | 0.02  | ۱۸ اوت ۲۰۲۳            | ۱٫۱۳                                                         | -۰٫۹۳                                               |
| عربستان سعودی          | ۶٫۰۰                   | 0.25  | ۲۶ ژوئیه ۲۰۲۳          | ۱٫۲۴                                                         | ۴٫۷۶                                                |
| صربستان                | ۶٫۵۰                   | 0.25  | ۸ ژوئن ۲۰۲۳            | ۲٫۳۱                                                         | ۴٫۱۹                                                |
| سیشل                   | ۲٫۰۰                   | 1.00  | ۵ ژوئیه ۲۰۲۱           | ۳٫۹۱                                                         | -۱٫۹۱                                               |
| سیرالئون               | ۱۹٫۲۵                  | 0.50  | ۱۰ ژوئیه ۲۰۲۳          | ۱۴٫۷۷                                                        | ۴٫۴۸                                                |
| سنت مارتین             | ۵٫۵۰                   | 0.75  | ۱۰ مارس ۲۰۲۳           |                                                              |                                                     |
| آفریقای جنوبی          | ۸٫۲۵                   | 0.50  | ۲۶ مه ۲۰۲۳             | ۴٫۳۴                                                         | ۳٫۹۱                                                |
| کره جنوبی              | ۳٫۵۰                   | 0.25  | ۱۳ ژانویه ۲۰۲۳         | ۱٫۳۱                                                         | ۲٫۱۹                                                |
| سودان جنوبی            | ۱۵٫۰۰                  | 3.00  | الگو:DTS               | ۷۳٫۹۱                                                        | -۵۸٫۹۱                                              |
| سری‌لانکا               | ۹٫۰۰                   | 1.00  | ۲۴ نوامبر ۲۰۲۳         | ۴٫۹۷                                                         | ۴٫۰۳                                                |
| سودان                  |                        |       |                        | ۱۰۰٫۹۰                                                       |                                                     |
| سورینام                | ۱۰٫۰۰                  | 1.00  | الگو:DTS               | ۲۴٫۵۳                                                        | -۱۴٫۵۳                                              |
| سوئد                   | ۴٫۰۰                   | 0.25  | ۲۷ سپتامبر ۲۰۲۳        | ۱٫۶۶                                                         | ۲٫۳۴                                                |
| سوئیس                  | ۱٫۷۵                   | 0.25  | ۲۳ ژوئن ۲۰۲۳           | ۰٫۳۱                                                         | ۱٫۴۴                                                |
| تایوان                 | ۱٫۸۷۵                  | 0.125 | ۲۴ مارس ۲۰۲۳           | ۰٫۹۱                                                         | ۰٫۹۶۵                                               |
| تاجیکستان              | ۱۰٫۰۰                  | 1.00  | ۱ مه ۲۰۲۳              | ۷٫۱۰                                                         | ۲٫۹۰                                                |
| تایلند                 | ۲٫۵۰                   | 0.25  | ۲۷ سپتامبر ۲۰۲۳        | ۰٫۴۹                                                         | ۲٫۰۱                                                |
| ترینیداد و توباگو      | ۳٫۵۰                   | 1.50  | ۱۷ مارس ۲۰۲۰           | ۱٫۱۱                                                         | ۲٫۳۹                                                |
| تونس                   | ۸٫۰۰                   | 0.75  | ۲ ژانویه ۲۰۲۳          | ۶٫۱۴                                                         | ۱٫۸۶                                                |
| ترکیه                  | ۴۵٫۰۰                  | 2.50  | ۲۵ ژانویه ۲۰۲۴         | ۱۴٫۳۸                                                        | ۳۰٫۶۲                                               |
| اوگاندا                | ۹٫۵۰                   | 0.50  | ۱۵ اوت ۲۰۲۳            | ۳٫۱۱                                                         | ۶٫۳۹                                                |
| اوکراین                | ۱۵٫۰۰                  | 1.00  | ۱۵ دسامبر ۲۰۲۳         | ۹٫۱۱                                                         | ۵٫۸۹                                                |
| امارات متحده عربی      | ۵٫۴۰                   | 0.25  | ۲۶ ژوئیه ۲۰۲۳          | ۰٫۶۱                                                         | ۴٫۷۹                                                |
| بریتانیا               | ۵٫۲۵                   | 0.25  | ۳ اوت ۲۰۲۳             | ۲٫۰۰                                                         | ۳٫۲۵                                                |
| ایالات متحده آمریکا    | ۵٫۵۰                   | 0.50  | ۲۶ ژوئیه ۲۰۲۳          | ۲٫۴۶                                                         | ۳٫۰۴                                                |
| اروگوئه                | ۹٫۰۰                   | 0.25  | ۲۹ دسامبر ۲۰۲۳         | ۷٫۸۰                                                         | ۱٫۲۰                                                |
| ازبکستان               | ۱۴٫۰۰                  | 1.00  | ۱۷ مارس ۲۰۲۳           | ۱۳٫۹۵                                                        | ۰٫۰۵                                                |
| ویتنام                 | ۵٫۵۰                   | 0.50  | ۳ آوریل ۲۰۲۳           | ۳٫۰۲                                                         | ۲٫۴۸                                                |
| West African States    | ۳٫۲۵                   | 0.25  | ۱۶ سپتامبر ۲۰۲۳        |                                                              |                                                     |
| زامبیا                 | ۱۱٫۰۰                  | 1.00  | ۲۲ نوامبر ۲۰۲۳         | ۱۲٫۲۵                                                        | -۱٫۲۵                                               |
| زیمبابوه               | ۱۵۰٫۰۰                 | 50.00 | ۲ فوریه ۲۰۲۳           | ۱۸۳٫۳۱                                                       | -۳۳٫۳۱                                              |